# Acanthastrea hillae
Acanthastrea hillae е вид корал от семейство Mussidae. Видът е почти застрашен от изчезване.

## Разпространение
Разпространен е в Австралия, Бахрейн, Британска индоокеанска територия, Вануату, Виетнам, Гуам, Джибути, Еритрея, Йемен, Индия, Индонезия, Ирак, Иран, Камбоджа, Катар, Кирибати, Коморски острови, Кувейт, Мавриций, Мадагаскар, Майот, Малайзия, Маршалови острови, Микронезия, Мозамбик, Науру, Нова Каледония, Обединени арабски емирства, Оман, Пакистан, Палау, Папуа Нова Гвинея, Провинции в КНР, Реюнион, Саудитска Арабия, Северни Мариански острови, Сейшели, Сингапур, Соломонови острови, Сомалия, Тайван, Тайланд, Тувалу, Уолис и Футуна, Фиджи, Филипини и Япония.